# Karaops larryoo
Karaops larryoo is een spinnensoort in de familie van de Selenopidae. De spin komt voor in Australië.
Het dier behoort tot het geslacht Karaops. De wetenschappelijke naam van de soort werd voor het eerst geldig gepubliceerd in 2011 door Sarah C. Crews & Harvey.